# Fröplantager i Sverige
En stor del av de planterande skogsplantorna i Sverige härrör från speciella fröodlingar, så kallade fröplantager. I fröplantager produceras frö med känd härdighet, hög tillväxt och andra egenskaper som är önskvärda för skogsodling i olika delar av landet. I fröplantagerna planterar man vanligen genetiskt identiska kopior (ympar eller sticklingar), av utvalda träd, men det kan också vara fröplantor från familjer man tror är bra.

## Bakgrund
Drygt 65 procent av alla granplantor i Sverige och 80 procent av alla tallplantor kommer idag från fröplantager. Dessutom används en del fröplantagefrö till skogssådd. Fröplantagernas andel i skogsodlingen ökar. Historiken omkring fröplantageprogrammet i Sverige har beskrivits. 
Fröplantager har anlagts i Sverige sedan 1950-talet. Till fröplantagerna som anlades 1949–1980, som fortfarande står för en stor del av plantagefröet, valdes de bästa träden i mogna skogar, som sällan härrörde från kultur. Den genetiska vinsten av detta urval har visat sig vara ganska låg, eftersom trädets utseende och växtlighet mer beror av miljön och omständigheterna än av arvet. Det beräknas att planteringar från dessa äldre fröplantager förbättrar skogsproduktionen med 10 procent.. Från 1980 kompletterades det tidigare urvalet av bra träd med urval huvudsakligen i medelålders kulturer. Tanken var att träden skulle haft en likartad miljö och historik, att urvalet skulle ske under förhållanden, som liknade där det skulle användas, och också att stamkvaliteten skulle vara lättare att bedöma på yngre träd. Huvuddelen av plantagefröet kommer snart att härröra från plantager anlagda mellan 1980 och 2000. De plantager som anlagts sedan 1990 bygger i allt högre grad på urval grundat på fälttest av avkomma eller kloner. Skogsbruket anlägger nu nya fröplantager, och frön från dessa beräknas förbättra skogsproduktionen med upp till 25 procent  Det pågår en kontinuerlig långsiktig skogsträdsförädling i Sverige    . De fröplantager som anläggs i framtiden kommer att ge successivt högre genetisk vinst.
Fröplantagefrö har andra fördelar än den genetiska vinsten. Fröet är tyngre och gror snabbare och jämnare än beståndsfrö och ger därför förenklad plantproduktion och jämnare plantpartier. Dessa plantor växer och överlever något bättre och ger en enhetligare plantering och detta i sin tur ger en viss produktionsvinst. Det ger en pålitligare och mer reproducerbar fröförsörjning. Fröet blir genetiskt mer mångformigt än beståndsfrö, eftersom de ingående klonerna har olika ursprung och har testats under olika förhållanden. Man kan förvänta sig att avkomman till testade kloner blir anpassad till ett vidare spektrum av miljöer än den som kommer från beståndsfrö och att plantagefröet är mer robust och klarar sig något bättre än beståndsfrö om miljön ändras. Den snabbare groningen och den bättre frökvaliten gör också plantagefrö mer lämpligt till skogssådd än beståndsfrö. Man kan öka livslängden på genetiskt föråldrade tallplantager för att få plantagefrö till sådd, eller särplocka frö från de bästa klonerna till plantskolesådd och de mer intermediära till skogssådd.
Fröplantager bidrar verksamt till att höja Sveriges framtida möjliga avverkningsnivå. Beräkningar har gjorts för ett scenario med i huvudsak dagens förhållanden när det gäller teknik och metoder; skogsbrukets vilja till ekonomiska satsningar; samt de begränsningar som regelverk och miljöhänsyn medför. Fröplantager enligt dagens intentioner kommer att möjliggöra en uthållig avverkningsökning med cirka 10 procent år 2100. Redan idag möjliggör de redan befintliga fröplantagerna att avverkningen uthålligt ökas med någon procent. Detta är mer än alla andra beaktade möjligheter tillsammans (främmande trädslag, dikning, gödsling, klonskogsbruk och nyodling av skog på ledig mark). Kostnaderna för fröplantager är obetydlig jämfört med de andra alternativen. Förmodligen blir skogen relativt mer värd i en framtid med brist på fossila bränslen, de positiva sidorna av produktiv skog betonas mera (t.ex. som kolsänka), och skogens produktionsförutsättningar i Sverige förväntas förbättras med förutsedda klimatförändringar, vilket accentuerar värdet av dagens fröplantagesatsning. Fröplantager skapar ett resursrikare framtida Sverige.
Den genetiska kvalitén av etablerade fröplantager kan höjas genom att bara skörda frö från de bästa klonerna eller hugga bort de sämre eller olika kombinationer av dessa förfaranden.

## Forskningsresultat
Genetisk gallring blir teoretiskt optimal om man behåller rameter i ett antal som är proportionellt mot hur bra klonen är. De kloner som är vanligast i fröplantagen bidrar mindre eftersom en del av deras bidrag blir självpollinering som ofta inte ger frö, detta ändrar inte den enkla proportionaliteten nämnvärt.
Genom gallring, det vill säga att ta bort en del träd, var det i en plantage möjligt att både förbättra det effektiva klonantalet (det vill säga få fler kloner att ge ett jämnare bidrag till fröskörden) och höja den genetiska vinsten. Hittills har man alltid sett detta som ett motsatsförhållande - väljer man bort de kloner som har lågt genetiskt värde, så borde det också bli färre kloner i den utvalda delen och därmed en lägre effektiv storlek.. 
När skogsträdsförädlingen fortskrider uppstår släktskapsförhållanden mellan kandidater till fröplantager och frågan blir i vilken grad besläktade kloner bör tolereras i fröplantager. Denna fråga har analyserats. Det förefaller mer avgörande att släktskap sänker diversiteten än att släktskap medför inavel. Om kandidatpopulationen har mer än åtta gånger så mycket diversitet som efterfrågas i fröplantagen så verkar det inte så begränsande med släktskapen, och man bör välja kloner som inte är halvsyskon. Om kandidatpopulationen är genetiskt trängre så är det motiverat att använda mer sofistikerade algoritmer för val av proportion av kloner till fröplantager. 
Skillnad mellan klonernas förväntade frösättning i 12 uppvuxna klonade tallfröplantager har sammanställts. Heritabilitet (ärvbarhet) anger hur stor del av variationen mellan ympar som beror på klonen. Syskonkoefficient är hur mycket högre sannolikheten är att två frön har samma moder jämfört med om frösättningen var oberoende av klonen, i vilket fall syskonkoefficienten = 1. Syskonkoefficienten kan tolkas som hur många fler kloner som behövs för att utjämna effekten av olikheter i frösättning. Syskonkoefficient kan avse ett enstaka år eller över tiden där registreringar finns för flera år (att den blir lägre över flera år, när syskon-koefficienten syftar på frön från olika år, beror på att klonernas relationer inte är konstanta). Frösättningsförmågan skiljer sig inte så mycket mellan kloner som man tidigare förmodat. Tidigare undersökningar har ofta använt relativt unga ympar och få ympar av varje klon. Detta innebär reducerade farhågor för att skillnader i reproduktiv framgång mellan kloner skall leda till avsevärda diversitetsförluster. Det är ganska stora skillnader i kottsättning/fröproduktion och andra karaktärer som kan påverka kott och frö mellan olika ympar av samma klon i en fröplantage. Detta antyder att det kan finnas utrymme för att förbättra skötseln av plantagerna så att fröproduktionen höjs (exempelvis genom lämplig beskärning)
Klonernas kottsättning i ett klonarkiv, där alla plusträdskloner i Norrland sammanförts på en plats, var dåligt korrelerad till deras kottsättning i fröplantager. Härav dras slutsatsen att det knappast är effektivt att försöka höja kottsättning/fröproduktion genom val av kloner med god frösättningsförmåga.
Att skörda högt växande kottar på tall är besvärligt, och utgör huvuddelen av fröproduktionskostnaden. Kottarnas fördelning i unga obeskurna tallplantager har observerats. I den högsta tredjedelen av ympen satt en fjärdedel av kottarna, i den mellersta tredjedelen hälften, och i den lägsta tredjedelen en fjärdedel.
Fröplantagernas genetiska kvalité blir högre ju senare de anläggs, eftersom förädlingen gör framsteg och ständigt kan tillhandahålla bättre material. Det är optimalt att väga in detta i fröplantagernas livstid. En modell för sådana optimeringar utvecklades. Med rimliga antaganden befanns den ekonomiska livstiden för granplantager vara 40 år och för tallplantager 30 år. För granplantager är detta som planerat, men för tallplantager innebär det en intensifiering. Att den optimala livslängden är längre för gran beror dels på att kottsättningen börjar senare och dels att kottplockningskostnaden nästan är oberoende av kottarnas höjd, eftersom de kottbärande topparna klipps ned och kottarna plockas från marken. Resultatet beror på antaganden om hur fröets värde beror av dettas genetiska värde. Om skogsbruket sätter ett högre värde på plantornas produktionsförmåga än idag, eller plantagernas fröproduktionsförmåga ökas, kan kortare livstider på plantagerna aktualiseras.
Fröplantagerna börjar producera kottar vid yngre ålder än pollen, så de tidigaste kottarna blir befruktade av icke förbättrade träd. Överslagsberäkningar visar att plantagefröet vanligen ändå blir genetiskt bättre än det bästa alternativet, så ofta kan man rekommendera att börja skörda frö i plantagerna så fort det är värt besväret att samla in skörden. Besväret kanske blir ganska litet eftersom kottarna i början sitter på låg höjd, och det första fröet från en ny plantage är troligen intressant för skogsbruket även utan att man har inväntat att plantagen når full pollenproduktion.
Det verkar lämpligt att nya fröplantager med testade kloner skall ha 20-25 kloner med lite flera ympar från de bättre och lite färre från det sämre så det effektiva klonantalet hamnar på 15-18, men något lägre klonantal resulterar ändå i frö som vanligen är bättre än det bästa av övriga alternativ.